# Grallina cyanoleuca
La grallina australiana (Grallina cyanoleuca) es una especie de ave paseriforme de la familia Monarchidae propia de Australia. Es un ave conspicua de tamaño mediano. Antiguamente se la ubicaba en una subfamilia de la familia Dicruridae.
Es un ave común y que se la encuentra en toda Australia, excepto en Tasmania y porciones del desierto interior en el noroeste de Australia Occidental, y se encuentra bien adaptada a la presencia de humanos. También se la encuentra en el sur de Nueva Guinea. 

## Descripción

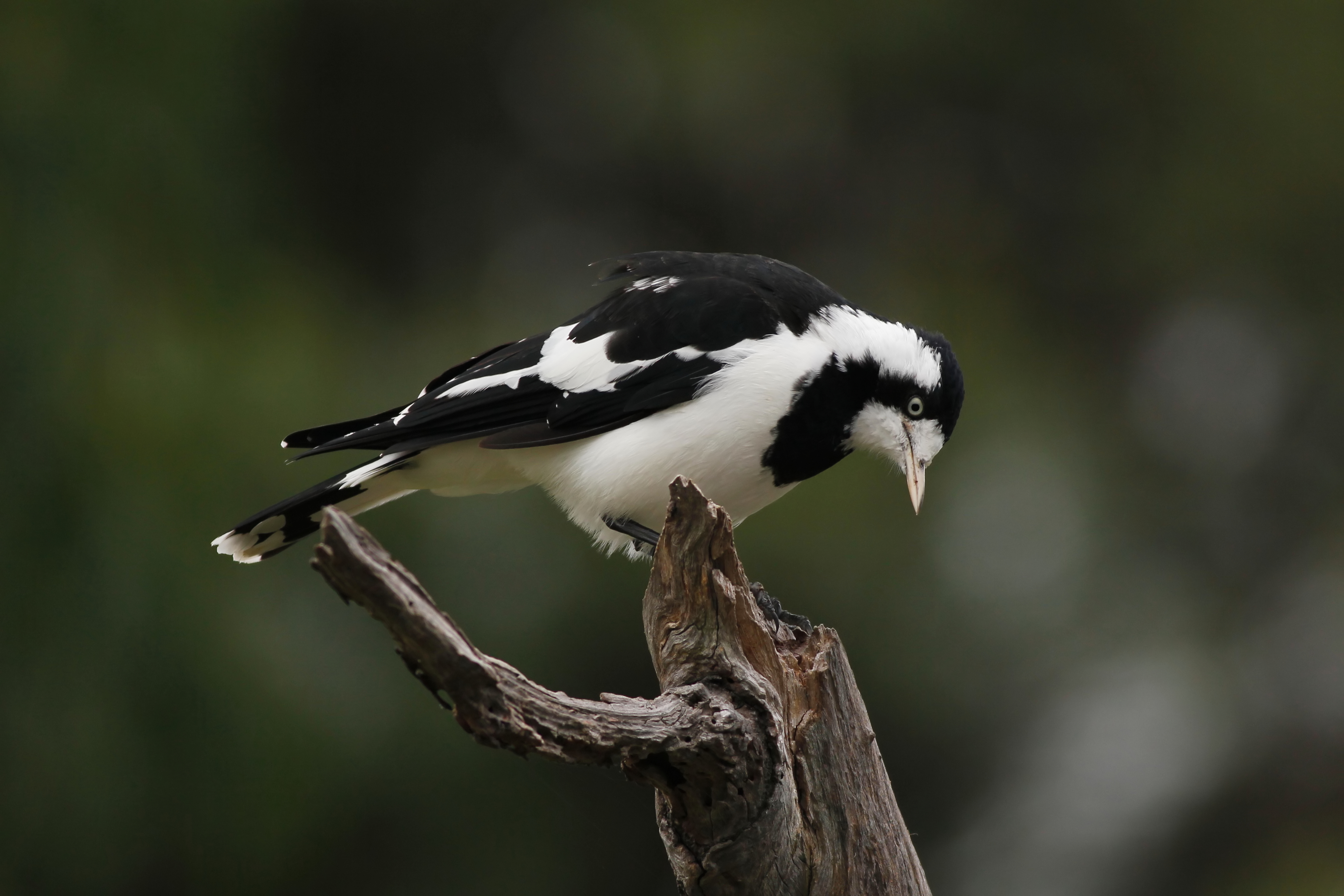
Hembra en Melbourne. La hembra tiene su garganta blanca mientras que el macho la tiene negra.

La grallina australiana mide unos 28 cm de largo cuando adulto, y su plumaje está adornado con grandes manchas negras y blancas; los machos pesan entre  64 a 120 g machos, y las hembras entre 60 a 95 gr. Es muy común verlas en Australia; posadas en cables de teléfono solas o en parejas, o patrullando sobre zonas de suelo descampado, especialmente en costas o pantanos. A la distancia los sexos son similares pero es fácil distinguirlos ya que la hembra tiene garganta blanca mientras que el macho posee garganta negra y una  "ceja" blanca.

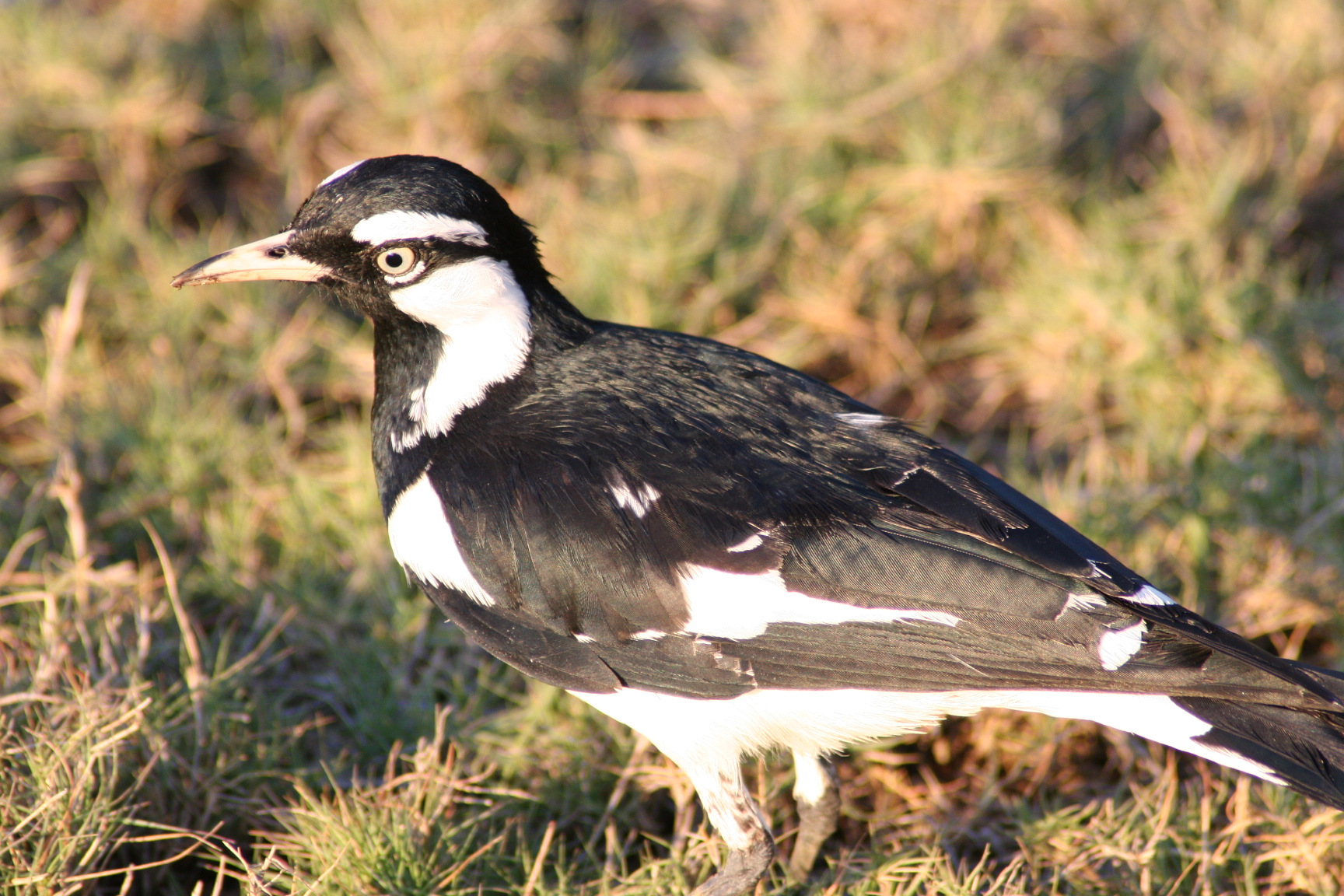
Macho mostrando la coloración de la parte dorsal de sus plumas.
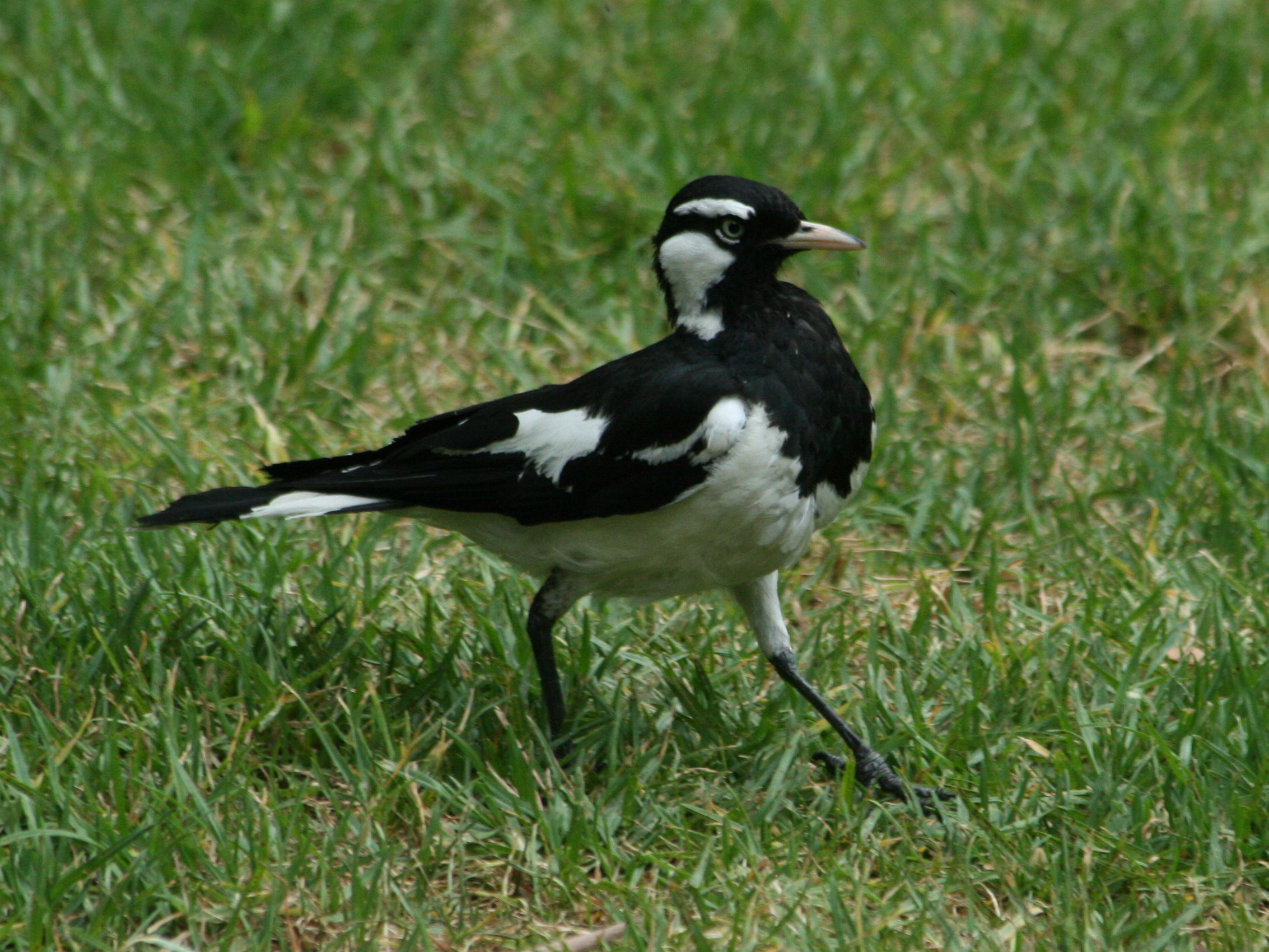
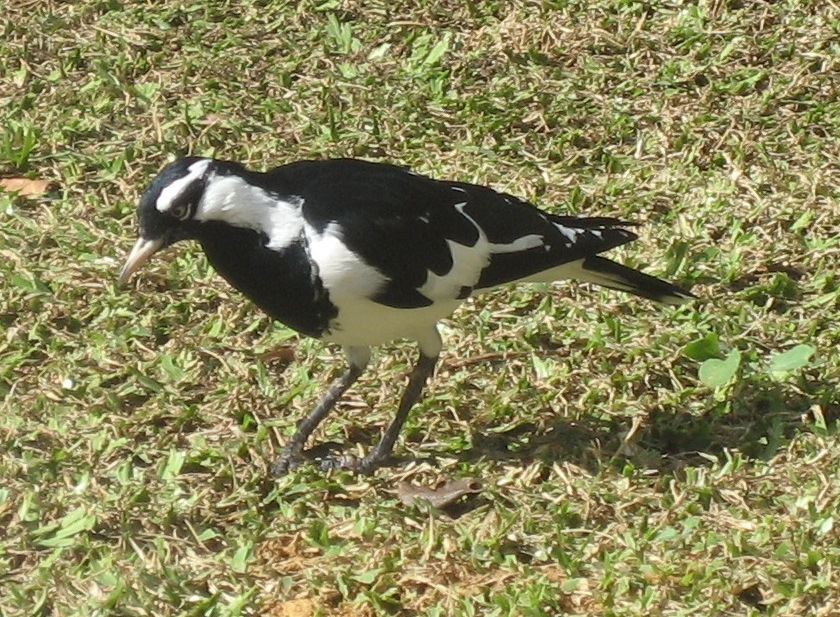